# Aksakowo (Bulgarien)
Aksakowo (bulgarisch Аксаково) ist eine Stadt im Nordosten von Bulgarien, in der Gemeinde Aksakowo, Oblast Warna. Die Stadt befindet sich auf der Hochebene der Franga und liegt 10 Kilometer nordwestlich der Hafenstadt Warna. Aksakowo wurde am 27. Mai 2004 zur Stadt erklärt. Die Stadt Aksakowo wurde im 17. Jahrhundert als kleines Dorf errichtet.

## Gemeinde Aksakowo
Die Gemeinde Aksakowo gliedert sich in 23 Gebiete:
| - Aksakowo - Botewo - Dobrogled - Dolischte - General Kantardschiewo - Ignatiewo - Isworsko - Kitschewo - Klimentowo - Krumowo - Kumanovo - Ljuben Karawelowo | - Nowakowo - Oreschak - Osenowo - Pripek - Radewo - Slantschewo - Waglen - Wodiza - Jarebitschna - Sasmjano - Sorniza |